# 川勝氏記
川勝 氏記（かわかつ うじのり）は、江戸時代中期の旗本。貞徳流川勝家の2代当主。

## 生涯
享保12年（1727年）、川勝貞徳の嫡男として江戸に生まれた。元文3年（1738年）3月28日、12歳で初めて将軍徳川吉宗に謁見した。宝暦7年（1757年）6月14日、父貞徳の隠居により家督（蔵米50俵3人扶持）を継ぎ、小普請となった。
安永8年（1779年）正月14日、二男吉太郎氏次が出奔した事を届出るのが遅れたため、役目をはばかる者に准じられ、同年3月2日に許された。
無役のままで、その生涯を終えた。天明元年（1781年）5月9日、55歳で没した。家督は嫡男の氏徳が継いだ。